# Santa Cristina Valgardena
Santa Cristina Valgardena (en allemand, Sankt Christina in Gröden ; en ladin, San Cristina-Gherdëina) est une commune italienne d'environ 2 000 habitants située dans la province autonome de Bolzano dans la région du Trentin-Haut-Adige dans le nord-est de l'Italie.

## Administration
| Période                                  | Période | Identité | Étiquette | Qualité |
| ---------------------------------------- | ------- | -------- | --------- | ------- |
|                                          |         |          |           |         |
| Les données manquantes sont à compléter. |         |          |           |         |

### Hameaux
-

### Communes limitrophes
Les communes limitrophes sont  Campitello di Fassa, Castelrotto, Funes, Ortisei, San Martino in Badia et Selva di Val Gardena.

## Sports
L'ascension du monte Pana (1 625 m), classée en deuxième catégorie et situé sur la commune, est au programme de la 16e étape du Giro 2024. Cette étape raccourcie à cause de la neige a été remportée le maillot rose Tadej Pogačar.